# Bassaniodes egenus
Bassaniodes egenus es una especie de araña cangrejo del género Bassaniodes, familia Thomisidae. Fue descrita científicamente por Simon en 1886.

## Distribución
Esta especie se encuentra en África Occidental.